# 유나이티드 마이크로일렉트로닉스 코퍼레이션

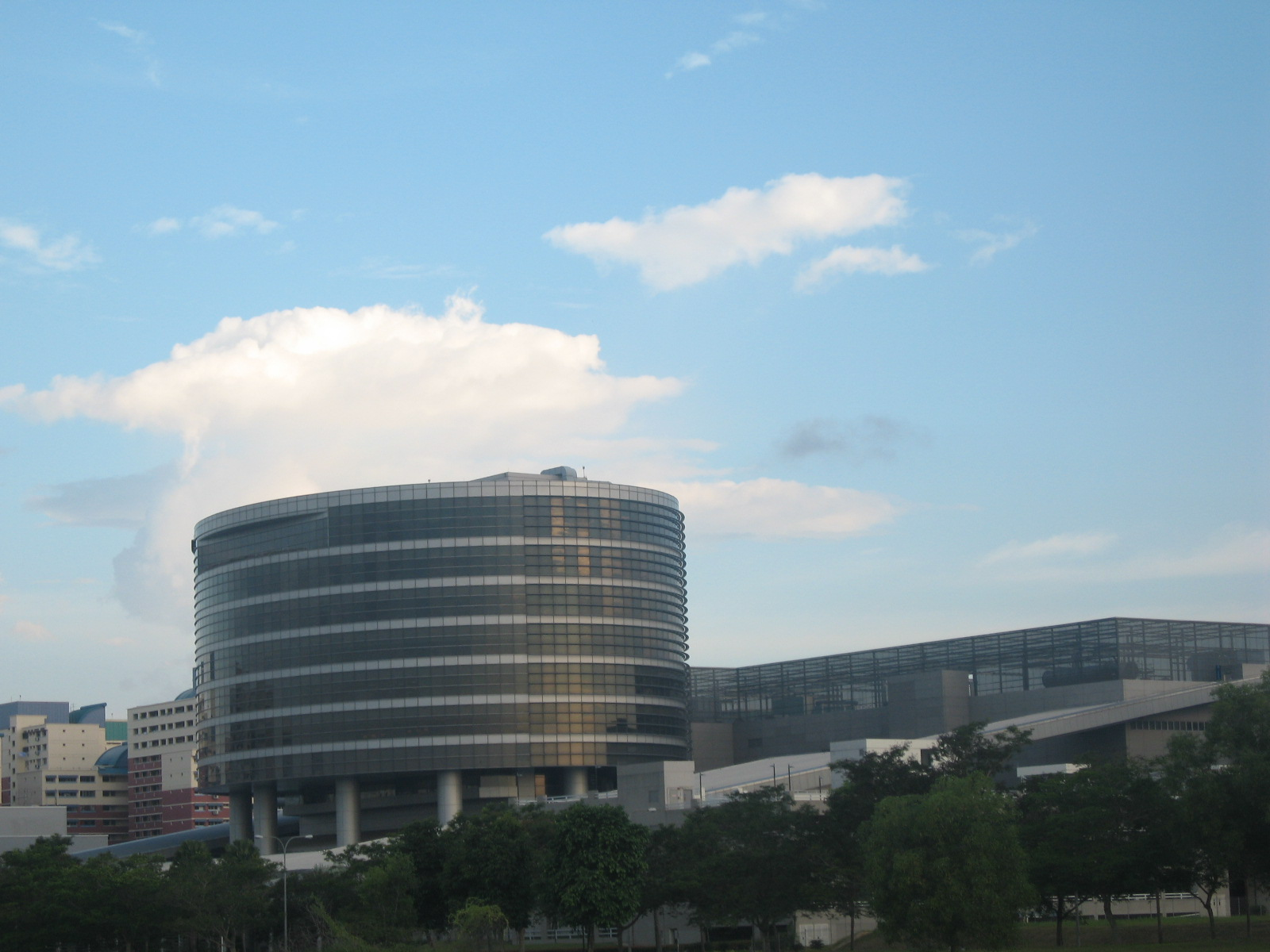
싱가포르 팹과 유나이티드 마이크로일렉트로닉스의 본사.

 유나이티드 마이크로일렉트로닉스 코퍼레이션 (United Microelectronics Corporation, 중국어: 聯華電子公司, 약칭: UMC)사는 중화민국 후원 연구소 ITRI에서 스핀오프하여 1980년에 대만의 첫 번째 반도체 회사로 설립되었다. 오늘날 UMC는 팹리스 반도체 회사를 상대로 판매용 파운드리 사업과, 집적회로 웨이퍼 제조기업으로 유명하다. 파운드리 사업에서, UMC는 경쟁사로 TSMC가 있으며 시장 점유율에서 2위를 차지한다.

## 역사
1980년 이래 주요 연표는 다음과 같다.

### 1980년대
- 1980년 5월 : UMC 설립
- 1985년 7월 : IC 기업 최초로 타이완증권거래소에 상장.

### 1990년대
- 1995년
  - 7월 : 순수 파운드리 업체로의 변경 시작
  - 7월 - 9월 : 3개의 합작 투자 파운드리 회사 설립
  - 9월 : 200mm 팹에서 생산 시작
- 1996년 1월 : 0.35마이크론 대량 생산.
- 1997년 10월 : 0.25마이크론 대량 생산.
- 1998년
  - 4월 : Holtek Semiconductor 팹 매입.
  - 12월 : Nippon Steel Semiconductor Corp. 팹을 매입해 2001년 Fab UMCJ로 재명명.
- 1999년
  - 3월 : 0.18마이크론 대량 생산.
  - 11월 : 타이완의 타이난 과학공원(Tainan Science Park)에 300mm 팹인 Fab 12A 건설 착공.

### 2000년대
- 2000년
  - 1월 : 5개 회사 합병 완료. (UMC,USC,UTEK,USIC,UICC)
  - 3월 : 구리 프로세스를 사용해 칩 출하 한 최초의 파운드리
  - 5월 : 파운드리 업계 최초로 0.13마이크론 IC 생산.
  - 9월 : 뉴욕증권거래소(NYSE)에 첫 진출.
  - 12월 : 싱가포르에 선행공정 300mm 파운드리(UMCi) 설립 계획 발표.
- 2003년
  - 1월 : UMCi 장비 반입 발표.
  - 3월 : 90나노미터에서 최초로 고객 IC 생산한 파운드리.
- 2004년
  - 3월 : UMCi, 전체 300mm 생산으로 변경.
  - 5월 : 90나노미터 검증 완료 및 대량 생산.
  - 7월 : SiS Microelectronics Corp. 팹 인수 완료.
  - 12월 : 해당 자회사인 UMCi를 완전히 매입하고 UMC Fab 12i로 재명명.
- 2005년
  - 6월 : 65나노미터에서 최초로 고객 IC 생산한 파운드리.
  - 8월 : 100,000개가 넘는 90나노미터 웨이퍼 출하의 대기록 달성.
- 2006년
  - 6월 : IC 회사 최초로 모든 팹에 대해 QC 080000 IECQ HSPM 적격성 달성.
  - 11월 : 기능하는 45나노미터 IC 생산.
- 2007년
  - 1월 : 타이난 과학공원(Tainan Science Park)의 선행 기술 단지 확장.
- 2008년
  - 9월 : 다우존스 지속가능성 지수(Dow Jones Sustainability Indexes)에 대해 글로벌 지수 구성 요소로 명명.
  - 10월 : UMC, 파운드리 업계 최초의 28 nm SRAM 발표.
- 2009년
  - 4월 : 40나노미터 고객 IC 생산
  - 12월 : 일본 자회사 UMCJ 완전 매입

### 2010년대
- 2010년
  - 5월 : 창립 30주년
  - 12월 : Fab 12A Phase 3공장, 대량 생산 시작
- 2011년 10월 : UMC, 28 nm 시험 생산 개시
- 2012년 5월 : Fab 12A Phase 5& 6공장 기공식
- 2013년
  - 3월 : 중국, 소주 Hejian 공장 취득
  - 5월 : 싱가포르 Fab 12i,우수 전문 기술 센터로 지정
- 2014년 8월 : UMC, 후지쯔(Fujitsu)의 새로운 파운드리 컴퍼니에 합류
- 2015년 : 3월 : United Semi(중국, 하문) Fab 기공식

## 재무현황
UMC는 뉴욕 증권거래소에 UMC의 주식 기호로 상장되어 있으며, 2003년에 중화민국 증권거래소에 상장되었다. UMC는 세계각국에 있는 10개의 반도체 제조 설비에서, 10,500명 직원이 업무를 담당하고 있다.

## 제조 시설
| Fab     | 제조 공정    | 위치        | 웨이퍼 직경 | 매월 생산량 |
| ------- | ------------ | ----------- | ----------- | ----------- |
| Fab 6A  | 0.45 μm      | 대만 신주   | 150 mm      | 50,000      |
| Fab 8AB | 0.25 μm      | 대만 신주   | 200 mm      | 70,000      |
| Fab 8C  | 0.35–0.11 μm | 대만 신주   | 200 mm      | 29,000      |
| Fab 8D  | 90 nm        | 대만 신주   | 200 mm      | 32,000      |
| Fab 8E  | 180 nm       | 대만 신주   | 200 mm      | 35,000      |
| Fab 8F  | 150 nm       | 대만 신주   | 200 mm      | 32,000      |
| Fab 8S  | 0.35–0.25 μm | 대만 신주   | 200 mm      | 25,000      |
| Fab 8N  | 0.35–0.11 μm | 중국 쑤저우 | 200 mm      | 50,000      |
| Fab 12A | 28 nm        | 대만 타이난 | 300 mm      | 55,000      |
| Fab 12i | 55 nm        | 싱가폴      | 300 mm      | 45,000      |

## 같이 보기
- 대만의 기업 목록